# Rm (Unix)
rm (skrót od ang. remove – usuń) – uniksowa komenda używana do usuwania plików oraz katalogów z systemu plików.
Analogiczną komendą w systemach rodziny DOS jest polecenie del (skrót od ang. delete).
By skasować pojedynczy plik: 
```
rm [Plik]
```

By skasować całą strukturę znajdującą się w katalogu łącznie z nim samym:
```
rm -r [Katalog]
```

Żeby skasować całą strukturę (poza plikami ukrytymi) znajdującą się w katalogu, z pominięciem tego katalogu:
```
rm -r [Katalog]/*
```

Żeby skasować wszystkie pliki w katalogu zaczynające się od danego znaku:
```
rm [Znak]*
```

Żeby skasować wszystkie pliki w katalogu zaczynające się od dowolnej kombinacji liter:
```
rm [Kombinacja znaków]*
```

Żeby skasować wszystkie pliki w katalogu zaczynające się od dowolnej litery z podanej w nawiasie:
```
rm [Znak1Znak2Znak3]*
```

Żeby skasować wszystkie pliki w katalogu zaczynające się od dowolnej frazy z nawiasu:
```
rm {Fraza1, Fraza2, Fraza3}
```

W niektórych implementacjach przy kasowaniu pojawi się zapytanie o potwierdzenie skasowania pliku. By uniknąć zadawania pytań, należy użyć parametru -f (skrót od ang. force (zmuś)).